# Торричелли (лунный кратер)
Кратер Торричелли (лат. Torricelli) — крупный ударный кратер в Заливе Суровости на видимой стороне Луны. Название присвоено в честь итальянского математика и физика Эванджелиста Торричелли (1608—1647) и утверждено Международным астрономическим союзом в 1935 г.

## Описание кратера

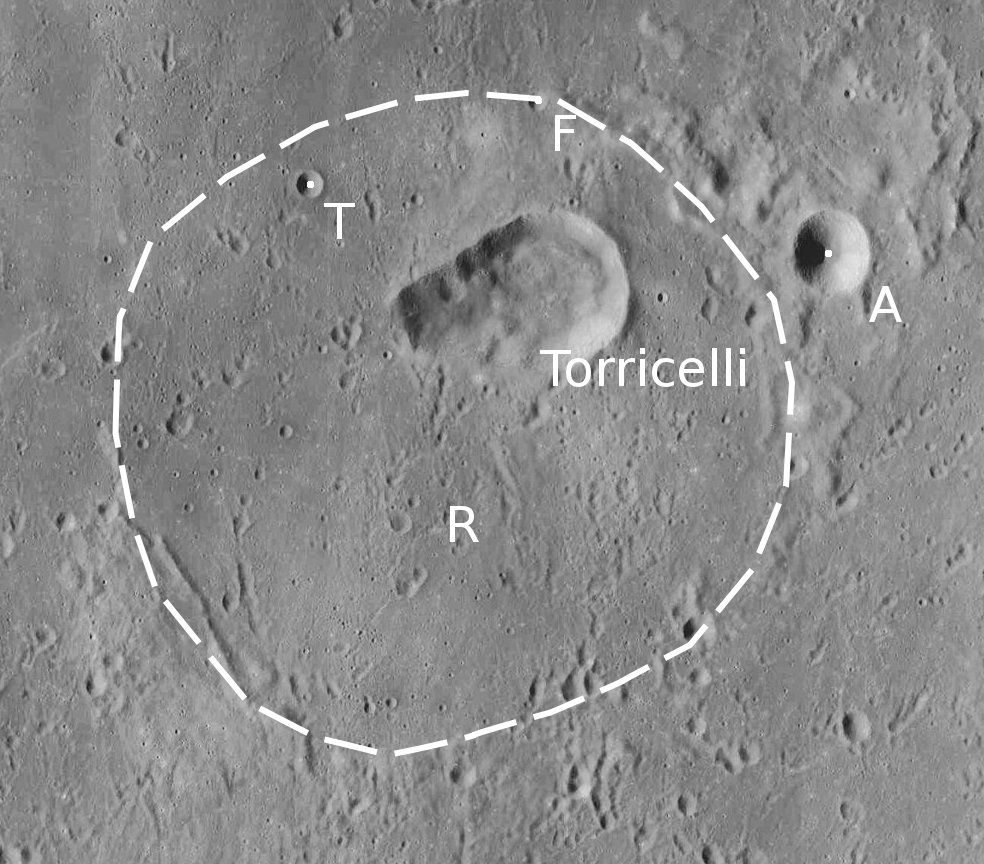
Окрестности кратера Торричелли (крайний слева). Снимок зонда Lunar Reconnaissance Orbiter. Пунктирной линией отмечена граница сателлитного кратера Торричелли R.

Ближайшими соседями кратера Торричелли являются кратер Ипатия на западе, кратер Мольтке на северо-западе, кратер Цензорин на северо-востоке, кратер Исидор на юго-востоке, а также кратеры Теофил и Медлер на юге. На юго-востоке от кратера располагается Море Нектара. Селенографические координаты центра кратера 4°43′ ю. ш. 28°24′ в. д. / 4,72° ю. ш. 28,4° в. д., диаметр 30,9 км, глубина 2500 м.
Кратер Торричелли образован слиянием двух кратеров и имеет грушевидную форму. Вал несколько сглажен, но сохранил достаточно четкие очертания. Внутренний склон вала гладкий. Дно чаши пересеченное, без приметных структур. Кратер включен в список кратеров с яркой системой лучей Ассоциации лунной и планетарной астрономии (ALPO) и относится к числу кратеров, в которых зарегистрированы температурные аномалии во время затмений. Объясняется это тем, что подобные кратеры имеют небольшой возраст и скалы не успели покрыться реголитом, оказывающим термоизолирующее действие.

## Сателлитные кратеры
| Торричелли | Координаты                                          | Диаметр, км |
| ---------- | --------------------------------------------------- | ----------- |
| A          | 4°32′ ю. ш. 29°47′ в. д. / 4,54° ю. ш. 29,78° в. д. | 10,5        |
| B          | 2°38′ ю. ш. 29°10′ в. д. / 2,63° ю. ш. 29,17° в. д. | 6,8         |
| C          | 2°43′ ю. ш. 26°01′ в. д. / 2,71° ю. ш. 26,01° в. д. | 10,4        |
| F          | 4°13′ ю. ш. 29°22′ в. д. / 4,22° ю. ш. 29,37° в. д. | 7,4         |
| H          | 3°21′ ю. ш. 25°19′ в. д. / 3,35° ю. ш. 25,31° в. д. | 7,2         |
| J          | 3°38′ ю. ш. 25°05′ в. д. / 3,64° ю. ш. 25,09° в. д. | 5,3         |
| K          | 4°02′ ю. ш. 25°13′ в. д. / 4,04° ю. ш. 25,22° в. д. | 5,7         |
| L          | 3°28′ ю. ш. 24°16′ в. д. / 3,47° ю. ш. 24,27° в. д. | 4,0         |
| M          | 3°37′ ю. ш. 31°16′ в. д. / 3,62° ю. ш. 31,27° в. д. | 12,1        |
| N          | 6°07′ ю. ш. 29°12′ в. д. / 6,11° ю. ш. 29,2° в. д.  | 4,0         |
| P          | 6°30′ ю. ш. 29°53′ в. д. / 6,5° ю. ш. 29,89° в. д.  | 3,7         |
| R          | 5°14′ ю. ш. 28°08′ в. д. / 5,24° ю. ш. 28,14° в. д. | 87,6        |
| T          | 4°16′ ю. ш. 27°31′ в. д. / 4,26° ю. ш. 27,51° в. д. | 3,6         |

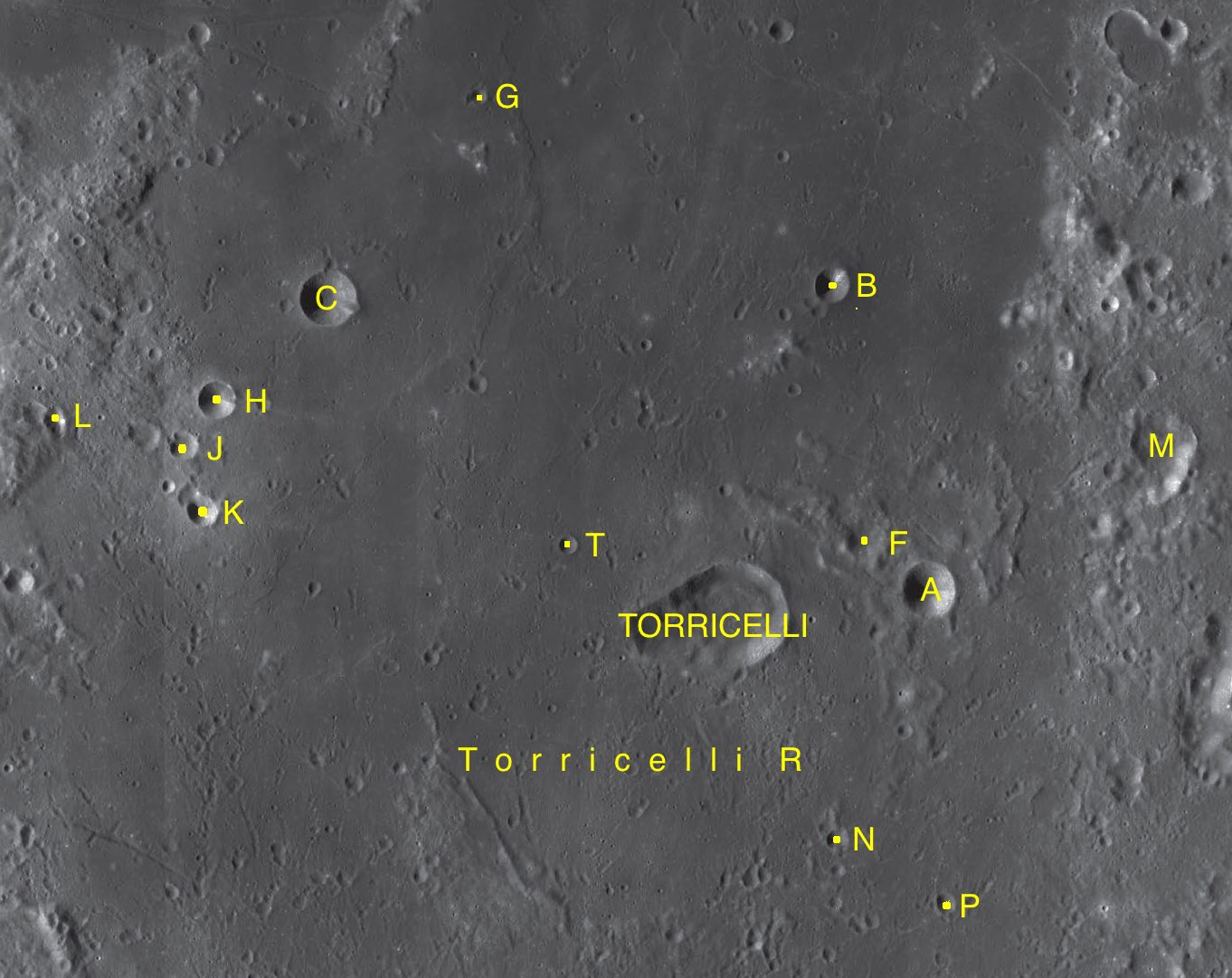
Фрагменты карт LAC-78, LAC-79.

- Образование сателлитного кратера Торричелли R относится к нектарскому периоду[5].

- Сателлитные кратеры Торричелли B, C, H, K и L включены в список кратеров с яркой системой лучей Ассоциации лунной и планетарной астрономии (ALPO)[4] и в список кратеров с темными радиальными полосами на внутреннем склоне Ассоциации лунной и планетарной астрономии (ALPO)[6].

- Сателлитные кратеры Торричелли B, C относятся к числу кратеров, в которых зарегистрированы температурные аномалии во время затмений.

- Во время полнолуния заметен синевато-серый ореол пород вокруг сателлитного кратера Торричелли B, контрастный по отношению к слегка желтоватому оттенку кратера Торричелли.

## См.также
- Список кратеров на Луне
- Лунный кратер
- Морфологический каталог кратеров Луны
- Планетная номенклатура
- Селенография
- Минералогия Луны
- Геология Луны
- Поздняя тяжёлая бомбардировка